# Liste der Monuments historiques in La Neuville-Vault
Die Liste der Monuments historiques in La Neuville-Vault führt die Monuments historiques in der französischen Gemeinde La Neuville-Vault auf.

## Liste der Objekte
| Bezeichnung | Beschreibung                     | Standort                                     | Kennzeichnung | Schutzstatus | Datum | Bild           |
| ----------- | -------------------------------- | -------------------------------------------- | ------------- | ------------ | ----- | -------------- |
| Leichentuch | Stoff, 16. Jahrhundert           | in der Kirche St-Thomas-de-Cantorbéry (Lage) | PM60004030    | Inscrit      | 1989  |                |
| Taufbecken  | Stein, Ende des 12. Jahrhunderts | in der Kirche St-Thomas-de-Cantorbéry (Lage) | PM60001175    | Classé       | 1912  | weitere Bilder |